# Matías Lescano
Matías Lescano (Córdoba, Argentina, 29 de septiembre de 1979) es un exjugador de baloncesto argentino. Alternando entre el puesto de escolta y alero, realizó toda su carrera entre Argentina y España, destacándose como un jugador de gran poder defensivo y con una gran habilidad para penetrar a canasta. Actualmente dirige The Factory Basket Lab, una academia de baloncesto en la ciudad de Zaragoza. 

## Trayectoria
Lescano jugó como juvenil en Estudiantes de Bahía Blanca y Pico Football Club, llegando a Atenas de Córdoba para la temporada 2002-03, en la que su equipo se consagraría campeón. 
Posteriormente fichó con el CAI Zaragoza de la LEB. En su primera temporada con el club aragonés guio a sus compañeros a la conquista de la Copa Príncipe de Asturias de Baloncesto, siendo reconocido como MVP en la final ante el Plasencia Galco. El anhelado ascenso a la ACB con el CAI Zaragoza recién lo conseguiría en su quinta temporada, la 2007-08, y, tras descender al cabo de un año, volvería a guiar a su equipo hacia la victoria en la temporada 2009-10 del torneo de segunda división del baloncesto español. 
Regresó a la Argentina en 2010 y jugó varias temporadas para Atenas de Córdoba y San Martín de Corrientes, retornado a Zaragoza en 2018 para fichar con el Alfindén de la LEBA, equipo con el que se retiraría definitivamente.

### Clubes
| Club                        | País      | Año         |
| --------------------------- | --------- | ----------- |
| Estudiantes de Bahía Blanca | Argentina | 1998 - 2000 |
| Pico Football Club          | Argentina | 2000 - 2002 |
| Atenas de Córdoba           | Argentina | 2002 - 2003 |
| CAI Zaragoza                | España    | 2003 - 2010 |
| Atenas de Córdoba           | Argentina | 2010 - 2014 |
| San Martín de Corrientes    | Argentina | 2014 - 2018 |
| Alfindén                    | España    | 2018 - 2019 |

## Palmarés

### Campeonatos nacionales
- Liga Nacional de Básquet: (1)

Atenas de Córdoba: 2002-03 

- Copa Príncipe de Asturias de Baloncesto: (1)

Basket Zaragoza 2002: 2003/04 
- Liga LEB Oro: (2)

Basket Zaragoza 2002: 2007-08 

Basket Zaragoza 2002: 2009–10
- Torneo Súper 8: (1)

Asociación Deportiva Atenas: 2010
- Torneo Súper 20 (1)

Club San Martín de Corrientes: 2017

### Menciones
- MVP de la final de la Copa Príncipe de Asturias de Baloncesto 2003/04
- Líder en robos de la LNB en 2001-02 y 2010-11